# Hrvatske ruže
Hrvatske ruže su hrvatski glazbeni sastav. Čine ga Karlo Dogan, Antonio Maričević, Tomislav Brebrić, Ivan Varenina, Nikola Jurjević-Škopinić, Danijel Stojan, Ivan Peso Kozina i Nenad Ninčević. 

## Singlovi
- Kardinale (2023.)[1]

- Gdje god da me nose Bog i sudbina (2024.)[2]

- Ako ne znaš šta je bilo s Markom Perkovićem (2024.)[3]
- Sokolovi (2025.)
- Na kamenu rođen ft. Josip Ivančić (2025.)